# Abdallah Ben Barek
Abdallah Ben Barek El Antaki (2 de febrero de 1937, Rabat (Marruecos), conocido en España como Ben Barek, y como Abdallah Málaga en Marruecos, fue un jugador y entrenador de fútbol profesional franco marroquí. Actualmente es coordinador del fútbol base y forma parte del consejo consultivo del Málaga CF.

## Trayectoria

### Como jugador
Tras debutar en el Stade Marocain, en el año 1957 da el salto a España con menos de 18 años, jugando con el Granada CF. En la temporada 1958/59, se marcha al CD Málaga, club en el que permaneció hasta su retirada en 1968.
Fue internacional por Marruecos.

### Como entrenador
Tras retirarse, se hizo cargo del Club Atlético Malagueño, y ascendió hasta ser el segundo entrenador del primer equipo, el CD Málaga, cuando era dirigido por el húngaro Jeno Kalmar.
Más tarde entrenaría equipos como el Almería CF, el CA Marbella, el Deportivo Alavés, el Terrassa FC, el Córdoba CF, el Granada CF, Xerez CD, Antequera CF o la UD Melilla.
En 1985 se convierte en Director Técnico de la Selección de fútbol de Marruecos que participa en la Copa Mundial de Fútbol de 1986, alcanzando los octavos de final y quedando undécima en dicho campeonato.
Actualmente trabaja en el Málaga CF como coordinador del Fútbol Base y forma parte del consejo consultivo del club.

## Clubes

### Como jugador
| Club           | País      | Año        |
| -------------- | --------- | ---------- |
| Stade Marocain | Marruecos | 1955 -1956 |
| Granada CF     | España    | 1957-1958  |
| CD Málaga      | España    | 1958-1968  |

### Como entrenador
| Club                                | País      | Año         |
| ----------------------------------- | --------- | ----------- |
| CA Malagueño                        | España    | 1969-1970   |
| CD Málaga (2º Entrenador)           | España    | 1970-1972   |
| AD Almería                          | España    | 1973-1974   |
| CA Marbella                         | España    | 1974-1975   |
| Deportivo Alavés                    | España    | 1975-1976   |
| Terrassa FC                         | España    | 1976-1977   |
| Córdoba CF                          | España    | 1977-1978   |
| Granada CF                          | España    | 1978-1980   |
| CD Málaga                           | España    | 1980-1981   |
| Xerez CD                            | España    | 1982 - 1983 |
| Antequera CF                        | España    | 1984        |
| Selección marroquí                  | Marruecos | 1985-1987   |
| CD Málaga                           | España    | 1991-1992   |
| UD Melilla                          | España    | 1992-1994   |
| Málaga CF (Coordinador Fútbol Base) | España    | Actualidad  |

- Datos: Q2820916